# Manuel Méler Urchaga
Manuel Méler Urchaga   (Barcelona, 16 de febrer de 1922 - Barcelona, 9 de gener de 2006) va ser un advocat, empresari, diplomàtic i dirigent esportiu català, tot i que amb arrels familiars a Borja (Aragó). Va dirigir la Companyia General de Tabacs de Filipines durant vint anys i ha estat un dels presidents més longeus de la història del RCD Espanyol de Barcelona, amb dotze anys (1970-1982 en el càrrec. Va ser també vicepresident de la Reial Federació Espanyola de Futbol, de la qual fou directiu durant setze anys.

## Biografia
Professionalment, Manuel Méler va ser advocat i empresari. Va ser president i director general de la Companyia General de Tabacs de Filipines durant dues dècades, de 1969 a 1989. Va ser també el primer Cònsol General Honorari de la República d'Indonèsia a Catalunya -amb seu a Barcelona-, càrrec que va assumir el gener de 1971 i va exercir durant 32 anys.
La seva vinculació amb el RCD Espanyol es va iniciar als anys 1930, com a jugador de la Penya Saprisa, en aquells dies filial espanyolista. Posteriorment, va ser membre de la junta directiva del club, sota la presidència de Joan Vilà Reyes. Quan aquest va renunciar al càrrec, el 1969, Méler va entrar com a vicepresident de la junta gestora encapçalada per José Fuster. A més, aquest mateix any va ser elegit membre de la junta directiva de la Reial Federació Espanyola de Futbol, on va romandre fins al 1985, arribant a ocupar-ne la vicepresidència.

## President de l'Espanyol
Al final de la temporada 1969-1970 va encapçalar l'única candidatura que es va presentar a les eleccions del club. El 15 de juliol de 1970, l'assemblea de socis compromissaris l'escollí per aclamació com a nou president del RCD Espanyol, en un moment en què el club vivia una precària situació econòmica, després d'haver patit dos descensos a Segona Divisió. En aquest sentit, una de les seves primeres mesures va ser suprimir algunes seccions de l'entitat, com la d'atletisme. Això no obstant, també va impulsar el creixement de l'entitat, creant l'Agrupació de Veterans del club, així com els torneigs Ciutat de Barcelona, disputat cada estiu pel RCD Espanyol, i "Nostra Catalunya", amb la participació dels millors equips catalans de la temporada.
Malgrat les limitacions econòmiques, Méler va centrar gran part dels seus esforços en la política de fitxatges. Sota el seu mandat van arribar al club futbolistes emblemàtics, com ara Rafa Marañón, Carlos Caszely, Fernando Molinos, Javier Urruti o John Lauridsen. I, sobretot, la seva presidència es va caracteritzar per la presència de jugadors paraguaians, com ara Ortiz Aquino, Osorio, Cino, Gato Fernández, Secundino Ayfuch o Morel.
Durant els dotze anys que Méler romandre en el càrrec, el RCD Espanyol es va mantenir sempre a la Primera Divisió. La temporada 1972/73 va signar la millor campanya Lliga de la seva història, lluitant per conquistar el títol fins a les últimes jornades del campionat, tot i que finalment va quedar tercer, una classificació no superada fins avui dia. Aquest tercer lloc va permetre al club debutar a la Copa de la UEFA, competició europea que els periquitos disputaren dues ocasions durant la presidència de Méler (1973-1974 i 1976-1977).
Sota el mandat de Manuel Méler, el RCD Espanyol va celebrar el seu 75è aniversari el 1975 i les Noces d'Or de l'Estadi de Sarrià, el 1973. L'estadi espanyolista va viure importants obres d'ampliació de la mà de Méler: va completar la grada sud, va construir la nova tribuna superior i la lateral i remodelar la tribuna inferior, el gol nord, els vestidors i les oficines del club. Tot això va permetre que l'estadi espanyolista fos seu dels partits del Mundial 1982.
Méler, molt lligat a Orient, com a president de la Companyia de Tabacs de Filipines i Cònsol de la República d'Indonèsia, va impulsar diverses gires de l'Espanyol al sud-est asiàtic. A més, el 1971, el club periquito va ser el primer equip català a jugar un partit a la Unió Soviètica.
El 1977 va ser reelegit per unanimitat, i es va mantenir en la presidència fins que motius de salut el van obligar a renunciar, el 1982. Fins llavors, cap president del RCD Espanyol havia aconseguit mantenir-se dotze anys consecutius en el càrrec, encara que 28 anys després Daniel Sánchez Llibre superaria el rècord de longevitat de Méler.

### Activitat post-presidència
Després de deixar el càrrec, Manuel Méler va seguir vinculat a la vida del club, participant activament en les assemblees i en els diferents actes socials i de les penyes. Conegut pel seu tarannà conciliador, va exercir de mediador en moments de crisis internes i lluites pel poder. Va arribar fins i tot a presentar-se a les eleccions de 1989, quan l'equip havia baixat, novament, a Segona. A les urnes, va obtenir el 27% dels vots, superant en Pablo Ornaque (18%) n'Abel Hernández (14%), però per darrere del vencedor, Juli Pardo (41%).
En els últims anys de la seva vida va ser nomenat president del Senat del RCD Espanyol -òrgan assessor de la junta directiva- i va rebre múltiples distincions honorífiques del club: soci d'Honor, soci de Mèrit i soci d'Or, així com president d'honor de l'Agrupació de Veterans.
Més enllà de l'esport, al llarg de la seva vida també va rebre altres múltiples reconeixements, com el d'Infanzón d'Aragó, la Gran Creu al Mèrit Civil o la Medalla de Plata al Mèrit en el Treball.
Va morir la matinada del 9 de gener de 2006, als 83 anys, al seu domicili de Barcelona.